# Azimut Yachts
Pour les articles homonymes, voir Azimut (homonymie).
Azimut Yachts est une entreprise italienne de construction navale basée à Veillane, dans la province de Turin. Elle a été fondée en 1969 par Paolo Vitelli.

## Histoire
Azimut Yachts naquit en 1969, lorsque le jeune étudiant Paolo Vitelli fonda Azimut Srl et commença à affréter des voiliers.
En 1970, la marque 'Amerglass' de yachts a choisi la société pour distribuer leurs bateaux en Italie.
Dès 1979, Azimut a élargi ses activités : outre la distribution, elle a commencé à concevoir de nouveaux yachts. Dans le cadre d'une joint-venture avec Amerglass elle a conçu l'AZ 43' Bali, un bateau en fibre de verre produit en série. L'entreprise élargit sa gamme en se concentrant sur le segment inférieur du marché - avec le lancement de l'AZ 32' Targa en 1977, la "Ford T" du monde du bateau - et haut de gamme - avec le lancement de l'Azimut 105' Failaka en 1982,
En 1985, Azimut acquiert Benetti. Cette marque historique, basée à Viareggio, fabrique des bateaux depuis 1873 et conçoit le concept du méga-yacht.
À partir de la fin des années 1990, avec l'acquisition de nouveaux chantiers navals à Fano, la restructuration du chantier Benetti de Viareggio et la construction d'un nouveau chantier à Avigliana, dans la province de Turin,

## Activités

### Marques
Azimut Yachts
La marque Azimut Yachts produit des yachts de 10 à 37 mètres longueur.
Benetti Yachts
La marque Benetti Yachts s'est spécialisé aux 'mega' yachts jusqu'à une longueur de 100 mètres.

## Sites
Aujourd'hui Azimut Benetti a des sites à :
- Veillane (près Turin)[8], produisant des yachts en fibre de verre jusqu'à une longueur de 72 pieds
- Viareggio (Toscane)[8]
- Livourne (Toscane)[9]
- Fano[8]
- Itajai (Brésil)[10] et
- Savone[8]